# Euryptila
Genre
Euryptila est un genre monotypique de passereaux de la famille des Cisticolidae. Il se trouve à l'état naturel en Namibie et en Afrique du Sud.

## Liste des espèces
Selon la classification de référence du Congrès ornithologique international (version 8.1, 2018) :
- Euryptila subcinnamomea (Smith, A, 1847) — Camaroptère cannelle, Cisticole cannelle, Fauvette-chanteur à poitrine cannelle